# Pseudogagrella cyanea
Pseudogagrella cyanea is een hooiwagen uit de familie Sclerosomatidae.